# Карагали
Карагали́ (тат. Каргалык) — село в Приволжском районе Астраханской области России. Образует муниципальное образование «Село Карагали» со статусом сельского поселения.
Проживают Юртовские татары.
Село находится у международного аэропорта Астрахань имени Б. М. Кустодиева

## География
Село находится в юго-восточной части Астраханской области, при реке Волга, при впадении притока р. Кизань.
Климат умеренный, резко континентальный. Характеризуется высокими температурами летом и низкими — зимой, малым количеством осадков, а также большими годовыми и летними суточными амплитудами температуры воздуха.

## История
Село имеет два названия: по-русски — Карагали, а по-татарски — Каргалык.
Впервые о селе упоминает в XVI веке в своих записях историк и путешественник Кристофер Берроу, называя жителей села «юртовцы». В XVIII веке астраханский губернатор Татищев В. Н. назвал их «юртовые», или «юртовские татары».

## Население
| 2002  | 2010  | 2012  | 2013  | 2014  | 2015  |
| ----- | ----- | ----- | ----- | ----- | ----- |
| 2244  | ↗2410 | ↗2459 | ↗2504 | ↗2566 | ↗2771 |
| 2016  | 2017  | 2018  | 2019  | 2020  | 2021  |
| ↘2727 | ↗2734 | ↗2735 | ↗2818 | ↘2806 | ↗3064 |

## Известные жители и уроженцы села
- Абдуллин, Басир Маджитович (1892—1938) — писатель, журналист, просветитель, первый ногайский драматург.
- Ахмед Нурмухамедович Сулейманов (1923—1993) — участник Великой Отечественной войны, разведчик, полный кавалер ордена Славы.

## Инфраструктура
Личное подсобное хозяйство с зоной сельскохозяйственного использования, индивидуальная застройка усадебного типа.
- Спортивный комплекс. Развиты: борьба, футбол, карате.
- Почта[15]
- Дом Культуры[16]
- Колхоз имени С. М. Кирова
- Мечеть